# Megachile conaminis
Megachile conaminis är en biart som beskrevs av Cockerell 1926. Megachile conaminis ingår i släktet tapetserarbin, och familjen buksamlarbin. Inga underarter finns listade i Catalogue of Life.